# Oshane Drews
Oshane Marlon Donovan Drews (* 1. April 2001) ist ein deutscher Basketballspieler.

## Laufbahn
Drews wechselte 2017 aus der Jugend des TuS Lichterfelde zum RSV Eintracht und machte bei den Brandenburgern in der 2. Bundesliga ProB im Alter von 16 Jahren mit starken Leistungen auf sich aufmerksam. In 26 Pro-Saisonspielen erzielte Drews im Durchschnitt 6,7 Punkte für den RSV.
Im Sommer 2018 wurde er vom Bundesligisten Basketball Löwen Braunschweig unter Vertrag genommen und mit einer „Doppellizenz“ für Einsätze bei den Herzögen Wolfenbüttel (2. Bundesliga ProB) ausgestattet. In der Braunschweiger Bundesliga-Mannschaft kam Drews jedoch nicht zum Einsatz, er spielte insbesondere in der Nachwuchs-Basketball-Bundesliga. Er verließ Braunschweig nach der Saison 2019/20 und wechselte im September 2020 zum Regionalligisten Dragons Rhöndorf. Nach dem Aufstieg in die 2. Bundesliga ProB im Jahr 2021 erzielte Drews in der Saison 2021/22 im Schnitt 11,8 Punkte, 4,3 Rebounds sowie 4 Korbvorlagen je Drittliga-Begegnung.
Im Juli 2022 meldete Zweitligist Paderborn Baskets seine Verpflichtung. Drews brachte es in der Saison 2022/23 auf Durchschnittswerte von 7,5 Punkten, 2 Rebounds und 1,8 Korbvorlagen je Begegnung.
Zur Saison 2023/24 verpflichtete ihn Bundesligist Rostock Seawolves für die kommenden drei Jahre und stattete ihn mit einer Doppellizenz für die zweite Herrenmannschaft aus.